# Beswan
Beswan é uma cidade e uma nagar panchayat no distrito de Aligarh, no estado indiano de Uttar Pradesh.

## Geografia
Beswan está localizada a 27° 39′ N, 77° 53′ L. Tem uma altitude média de 176 metros (577 pés).

## Demografia
Segundo o censo de 2001, Beswan tinha uma população de 5459 habitantes. Os indivíduos do sexo masculino constituem 53% da população e os do sexo feminino 47%. Beswan tem uma taxa de literacia de 52%, inferior à média nacional de 59.5%; com 65% para o sexo masculino e 35% para o sexo feminino. 20% da população está abaixo dos 6 anos de idade.